# Obalno-kraška statistična regija
Obalno-kraška statistična regija je ena od dvanajstih statističnih regij Slovenije.

## Obalno-kraška statistična regija v besedi
Obmorska regija s submediteranskim podnebjem je edina regija z izhodom na morje. Naravne danosti ji omogočajo razvoj turizma, prometa in gojenje posebnih kultur v kmetijstvu. Največje urbano središče je Koper.
Obsega 5,1 % površine Slovenije
Obalno-kraška statistična regija je s 1.043 km2 četrta najmanjša. Po površini se uvršča takoj za koroško, od te je manjša za 2 km2. V obalno-kraški regiji je leta 2023 živelo okoli 6 % prebivalcev Slovenije, enako kot v goriški. S 114 prebivalci na km2 je bila četrta najgosteje poseljena regija.
Prebivalstvo
Povprečna starost prebivalcev je v 2023 znašala 45,5 leta. Višji vrednosti sta imeli le pomurska (46,6 leta) in goriška (45,6 leta), povprečje za Slovenijo pa je bilo 44,1 leta. Delež prebivalcev, mlajših od 15 let, je obsegal 13,8 % in je bil tretji najmanjši, delež prebivalcev, starih 65 let ali več, pa je bil s 23,5 % tretji največji. Med prebivalci je bilo več žensk kot moških; takšni regiji sta bili samo še pomurska in osrednjeslovenska.
Naravni prirast na 1.000 prebivalcev je bil tako kot v vseh preostalih regijah negativen (–3,3), skupni selitveni prirast pa je znašal 4,6, kar je bilo pod državnim povprečjem (5,4). Povprečna starost mater ob rojstvu prvega otroka je bila tu najvišja (30,7 leta), povprečna starost žensk ob rojstvu vseh otrok pa je tu in v goriški znašala 31,8 leta ter je bila prav tako najvišja. Največji je bil tudi delež žensk, ki so rodile pri starosti 35 let ali več (27,9 %). Celotna stopnja rodnosti (povprečno število živorojenih otrok na eno žensko v rodni dobi (15–49 let)) je bila v tej regiji najnižja in je znašala 1,3. Obalno-kraška in podravska regija sta imeli najmanjša deleža tretjerojenih ali otrok višjega reda; v prvi je bilo teh 13,8 %, v drugi pa 12,6 %. Regija je imela najvišji delež razvezanih prebivalcev; teh je bilo 8,6 %, kar je bilo okoli 3 odstotne točke več kot v koroški regiji, kjer jih je bilo najmanj (5,5 %).
Obalno-kraška regija je izstopala po največjem deležu tujih državljanov med prebivalci. Znašal je 14,9 %, kar je bilo za 1 odstotno točko več kot leto pred tem, ter petkrat več kot v pomurski, kjer je bil delež najmanjši (3,2 %). Tako je bilo tu tudi največje število priseljenih državljanov iz tujine na 1.000 prebivalcev (21,3).
V vrtce je bilo vključenih 78,8 % otrok, starih 1–5 let, kar je bil najmanjši delež med regijami. Delež prebivalcev (25–64 let) z višje- ali visokošolsko izobrazbo je bil četrti najvišji, po tem kazalniku se je regija z 32,4 % uvrstila pod povprečje v Sloveniji (33,3 %). Regija je imela drugo najmanjše število študentov na 1.000 prebivalcev (29), najmanj pa jih je bilo v pomurski (28 na 1.000 prebivalcev). Uvrstila se je tudi v skupino regij z najmanj diplomanti na 1.000 prebivalcev (6).
Razmere na trgu dela
Stopnja delovne aktivnosti v 2023 je bila z 69,2 % ravno pod povprečjem v Sloveniji (69,3 %). Stopnja anketne brezposelnosti je znašala 4,3, enako kot v podravski, in je bila v obeh tretja najvišja. Med delovno aktivnimi s stalnim prebivališčem v tej regiji jih je 21,9 % odhajalo na delo drugam, največ (60 %) v osrednjeslovensko regijo. 
Povprečna mesečna neto plača zaposlenega v tej regiji je znašala 1.401 EUR (44 EUR oz. 3 % manj od slovenskega povprečja) in je bila četrta najvišja med regijami.
Gospodarstvo
Bruto domači proizvod na prebivalca je bil v tej regiji drugi najvišji; znašal je 28.433 EUR in je bil za 5,7 % nižji od slovenskega povprečja. Neto razpoložljivi dohodek gospodinjstev na prebivalca je tukaj znašal 15.704 EUR in je bil drugi najnižji med regijami. Od državnega povprečja (16.615 EUR) je bil nižji za 5,5 %.
Tu je delovalo skoraj 15.700 podjetij. Vsako je zaposlovalo povprečno 3,1 osebe, kar je bilo najnižje povprečje v državi.
Kakovost življenja
Prebivalci te regije so splošno zadovoljstvo z življenjem ocenili v povprečju s 7,5 (na lestvici od 0 do 10), z drugo najnižjo oceno med regijami.
Z dohodki, nižjimi od praga tveganja revščine, je živelo 18,5 % oseb. To je bil največji delež med regijami, ta je bil za 5,8 odstotne točke višji od povprečja v državi ter dvakrat tolikšen kot v gorenjski in osrednjeslovenski z najmanjšim deležem. Prav tako je bil v tej regiji največji delež oseb, izpostavljenih tveganju socialne izključenosti – znašal je 19,6 %, kar je bilo za 5,9 odstotne točke več od slovenskega povprečja.
Tako po številu osebnih avtomobilov na 1.000 prebivalcev (606) kot po njihovi povprečni starosti (11,6 leta) se je ta regija uvrstila na četrto mesto.
Okolje
V tej regiji je nastalo 567 kg komunalnih odpadkov na prebivalca, kar je bilo povprečno 49 kg na prebivalca več kot v celotni Sloveniji. Ločeno so v regiji zbrali 64,2 % nastalih komunalnih odpadkov, kar je bil na ravni regij najmanjši delež. Iz javnega vodovoda je bilo gospodinjstvom dobavljeno okoli 39 m3 vode na prebivalca, kar je bilo pod povprečjem za Slovenijo (41 m3).
Priljubljena med turisti
Obalno-kraška je imela leta 2023 tretje največje število prihodov (1.061.235) in drugo največje število prenočitev turistov (3.261.245). Med domačimi turisti je bila ta regija najbolj priljubljena, v njej so ustvarili četrtino vseh prihodov in 28 % vseh prenočitev.
Sestavlja jo 8 občin
Skoraj polovica prebivalcev te regije je na sredini leta 2023 živela v občini Koper, ta je bila po številu prebivalcev s 53.915 prebivalci četrta največja v Sloveniji. Najmanjša v regiji je bila z 8 km2 občina Ankaran, na državni ravni je bila manjša le občina Odranci (7 km2) v pomurski regiji. S 576 prebivalci na km2 je bila Izola tretja najgosteje poseljena občina v Sloveniji.

## Obalno-kraška statistična regija v številkah
| Statistični podatki                                                  |           |  | Statistični kazalniki                                                                         |        |
| -------------------------------------------------------------------- | --------- |  | --------------------------------------------------------------------------------------------- | ------ |
| Površina, km2, 1. 1. 2023                                            | 1.043     |  | Gostota naseljenosti, 1. 7. 2023                                                              | 114,1  |
| Število prebivalcev, 1. 7. 2023                                      | 118.807   |  | Povprečna starost prebivalcev, 1. 7. 2023                                                     | 45,5   |
| Naravni prirast, 2023                                                | −387      |  | Delež prebivalcev, starih 0−14 let (%), 1. 7. 2023                                            | 13,8   |
| Število učencev v osnovnih šolah, 2023/2024                          | 10.272    |  | Delež prebivalcev, starih 65 let ali več (%), 1. 7. 2023                                      | 23,5   |
| Število dijakov (po prebivališču), 2023/2024                         | 3.956     |  | Naravni prirast (na 1.000 prebivalcev), 2023                                                  | −3,3   |
| Število študentov (po prebivališču), 2023/2024                       | 3.400     |  | Skupni selitveni prirast (na 1.000 prebivalcev), 2023                                         | 4,6    |
| Število delovno aktivnih prebivalcev (po prebivališču), 2023         | 51.733    |  | Skupni prirast (na 1.000 prebivalcev), 2023                                                   | 1,3    |
| Število zaposlenih oseb (po delovnem mestu), 2023                    | 42.451    |  | Delež prebivalcev, starih 25 do 64 let, z osnovno šolo ali manj, 1. 1. 2023                   | 12,9   |
| Število samozaposlenih oseb (po delovnem mestu), 2023                | 5.668     |  | Delež prebivalcev, starih 25 do 64 let, z višjo ali visoko izobrazbo, 1. 1. 2023              | 32,4   |
| Povprečna mesečna bruto plača na zaposleno osebo (EUR), 2023         | 2.139,77  |  | Stopnja delovne aktivnosti (%), 2023                                                          | 69,2   |
| Število podjetij, 2023                                               | 15.684    |  | Število izdanih gradbenih dovoljenj (na 1.000 prebivalcev), 2023                              | 2,0    |
| Regionalni bruto domači proizvod (mio. EUR), 2023                    | 3.377     |  | Bruto domači proizvod na prebivalca (EUR, tekoči tečaj), 2023                                 | 28.433 |
| Kmetijska zemljišča v uporabi, ha, 2020                              | 15.617    |  | Obsojeni polnoletni in mladoletni (na 1.000 prebivalcev), 2023                                | 1,7    |
| Število prihodov turistov, 2023                                      | 1.061.235 |  | Število osebnih avtomobilov (na 1.000 prebivalcev), 31. 12. 2023                              | 606    |
| Število prenočitev turistov, 2023                                    | 3.261.245 |  | Komunalni odpadki, zbrani z javnim odvozom (kg/prebivalca), 2023                              | 448    |
| Vir: Statistični urad Republike Slovenije, Podatkovni portal SI STAT |           |  | Vir: Statistični urad Republike Slovenije, Slovenske statistične regije in občine v številkah |        |

## Občine v statistični regiji
- Občina Ankaran
- Občina Divača
- Občina Hrpelje - Kozina
- Občina Izola
- Občina Komen
- Mestna občina Koper
- Občina Piran
- Občina Sežana